# Yeo Kab-soon
Yeo Kab-soon, née le 8 mai 1974, est une tireuse sportive sud-coréenne.

## Carrière
Yeo Kab-soon participe aux Jeux olympiques d'été de 1992 à Barcelone où elle remporte la médaille d'or dans l'épreuve de la carabine 10 mètres air comprimé.